# 1899 en musique
| \| • Retour à la chronologie générale de la musique populaire • \| |
| XXIe siècle • XXe siècle • XIXe siècle • XVIIIe siècle XVIIe siècle • XVIe siècle • XVe siècle • XIVe siècle XIIIe siècle • XIIe siècle • XIe siècle • Xe siècle IXe siècle • VIIIe siècle • Haut Moyen Âge • Rome • Grèce |
| • Retour à la chronologie générale de la musique populaire • |

| • Retour à la chronologie générale de la musique populaire • |

| Années de la musique populaire : 1896 - 1897 - 1898 - 1899 - 1900 - 1901 - 1902    |
| Décennies de la musique populaire : 1860 - 1870 - 1880 - 1890 - 1900 - 1910 - 1920 |

## Événements
- 10 août : Scott Joplin compose le ragtime Maple Leaf Rag[1].
- Bill Dooley compose à la suite d'un faits divers à Saint-Louis la chanson Frankie killed Allen qui remaniée devient Frankie and Johnny, un standard du jazz, du blues et de la musique country[2].
- Chanson des Camelots du roi, connue également sous les noms de Vivent les camelots du roi ou À bas la république, chanson royaliste qui sera reprise par l'Action française[3].
- Henri Fursy rachète le cabaret de Montmartre Le Chat noir et le rebaptise « La Boite à Fursy » ; la chanteuse Odette Dulac en sera la vedette jusqu'en 1904.
- Chiquinha Gonzaga, Ó Abre Alas, marche carnavalesque choro.
- Chanson Hello! Ma Baby, écrite par les compositeurs américains Joseph E. Howard et Ida Emerson, connus sous le nom « Howard and Emerson ».
- Abe Holzmann, Bunch o' Blackberries et Smoky Mokes, musique de cake-walk.
- Xavier Privas est sacré « prince des chansonniers » à Paris.
- Fred S. Stone, The Bos'n Rag - A Rag Two Step, ragtime.
- Chanson Vive la liberté, musique de Jean Varney, sur des paroles de Numa Blès, interprétée par Yvette Guilbert.

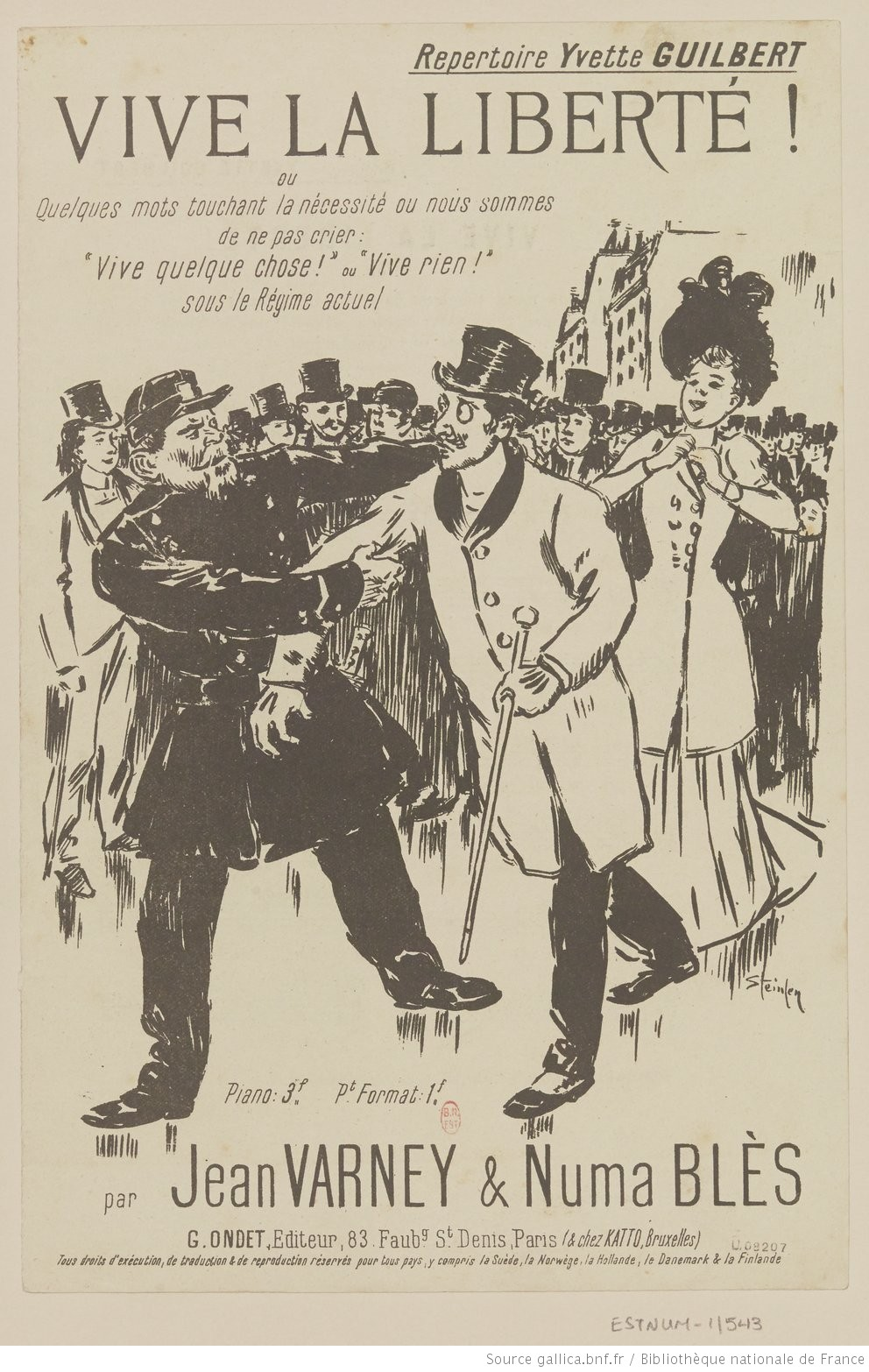
Vive la liberté, illustrée par Théophile Alexandre Steinlen

## Publications
- Ernest Chebroux, Chansons et Toasts, préface d'Armand Silvestre, Ernest Flammarion, 240 p.

## Naissances

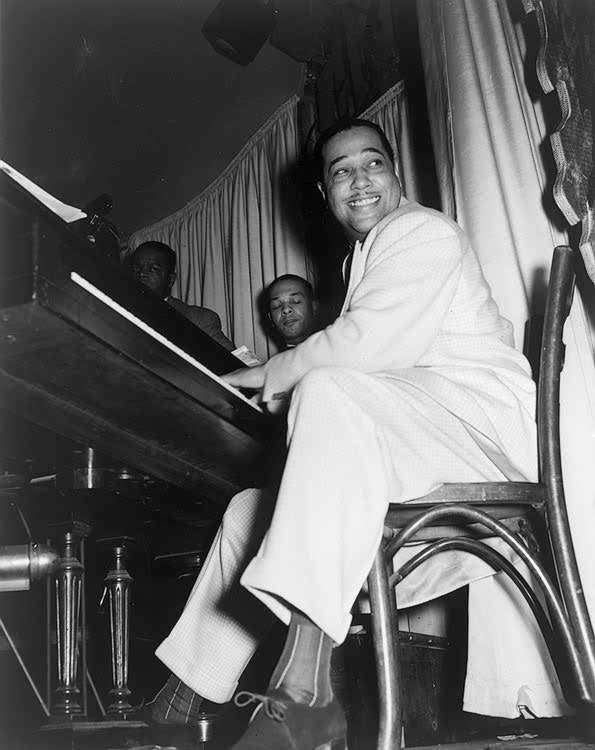
Duke Ellington en 1943

- 23 janvier : Léo Poll, musicien français d'origine russe, pianiste, arrangeur musical et compositeur de musique de film, mort en 1988.
- 25 janvier : Sleepy John Estes, chanteur, guitariste de blues américain, mort en 1977.
- 8 février : Lonnie Johnson, chanteur et guitariste américain, pionnier du blues et du jazz, mort en 1970.
- 29 avril : Duke Ellington, pianiste, compositeur et chef d'orchestre de jazz américain, mort en 1974.
- 5 mai : Paul Barbarin, batteur de jazz américain, mort en 1969.
- 1er juillet : Thomas A. Dorsey, musicien de jazz américain, qui développe la musique gospel, mort en 1993.
- 7 septembre : Isidore Soucy, musicien violoniste de musique folk canadien du Québec († 7 décembre 1962).
- 9 novembre : Mezz Mezzrow, clarinettiste et saxophoniste américain de jazz, mort en 1972.
- 22 novembre : Hoagy Carmichael est un compositeur de jazz, pianiste et chanteur américain, mort en 1981.
- 14 décembre : DeFord Bailey, harmoniciste américain de blues, mort en 1982.

## Décès
- 23 avril : Lucien Delormel, pseudonyme Grim, parolier, compositeur et auteur de chansons français, né en 1847.